# Де Персен, Тео
Тео Франк Матиас де Персен (фр. Théo Franck Mathias De Percin; род. 2 февраля 2001, Тарб) — мартиникский и французский футболист, вратарь клуба «Осер» и сборной Мартиники.

## Клубная карьера
Де Персен — воспитанник клубов «Семеак Олимпик», «Тарб», «Кретей» и «Осер». 7 сентября 2019 года в матче против «Морто» он дебютировал в составе дубля последних. 17 мая 2024 года в поединке против «Конкарно» Тео дебютировал за основной состав.

## Международная карьера
В 2023 году в составе сборной Мартиники Де Персен принял участие в Золотом кубке КОНКАКАФ в США и Канаде. На турнире он сыграл в матче против сборной Панамы.
26 июня 2024 года Де Персен был вызван в олимпийскую сборную Франции вместо травмированного Робина Риссера для подготовки к домашним Олимпийским играм. 4 июля, главный тренер Тьерри Анри объявил окончательную заявку на турнир, куда не попал Де Персен, однако он остался в резервном списке, на случай травмы игроков основной заявки.
| Матчи Де Персена за сборную Мартиники | Матчи Де Персена за сборную Мартиники | Матчи Де Персена за сборную Мартиники | Матчи Де Персена за сборную Мартиники | Матчи Де Персена за сборную Мартиники | Матчи Де Персена за сборную Мартиники | Матчи Де Персена за сборную Мартиники |
| ------------------------------------- | ------------------------------------- | ------------------------------------- | ------------------------------------- | ------------------------------------- | ------------------------------------- | ------------------------------------- |
| №                                     | Дата                                  | Оппонент                              | Счёт                                  | Голы                                  | Соревнование                          |                                       |
| 1                                     | 1 июля 2023                           | Панама                                | 1:2                                   | −2                                    | Золотой кубок КОНКАКАФ 2023           |                                       |